# 林思杰
林思杰（1986年7月11日—），台灣電視、電影演員及創作歌手，宜蘭縣南澳鄉澳花村泰雅族人，族名（巴尚-亞衛依 Basang Yawei），畢業於國立花蓮教育大學諮商心理學系，服役時於總統府211營擔任憲兵(826梯)。
於電影《賽德克·巴萊》中飾演阿威·拉拜一角，並藉此踏入的電影圈，展開演藝生涯。2013~2014參演國片電影《志氣》及《天后之戰》《寒蟬》《痞子英雄：黎明再起》多部國片之演出，並於電影《志氣》中創作並演唱片中曲〈不想放手〉 ，歌曲收錄至【《志氣》電影原聲帶】。
林思杰喜歡唱歌和彈吉他，自己創作不少歌曲，與好友方聖傑組成Double J樂團。
2014跨足電視主題曲製作及演唱【萌學園六復活之戰】 （页面存档备份，存于） 主題曲『魔法禁區』

## 電影作品
| 年 份 | 導演   | 劇 名               | 角 色          |
| ----- | ------ | ------------------- | -------------- |
| 2011  | 魏德聖 | 賽德克·巴萊         | 阿威.拉拜      |
| 2012  | 林立書 | 天后之戰            | 柯羅仁         |
| 2013  | 張柏瑞 | 志氣                | 宜中隊長＿巴桑 |
| 2014  | 王維明 | 寒蟬效應            |                |
| 2014  | 蔡岳勳 | 痞子英雄2：黎明再起 | SWAT隊長       |
| 2015  | 程偉豪 | 紅衣小女孩          | 特警隊隊長     |

## 演藝經歷
- <TVBS人物專訪~賽德克巴萊.林思杰>
- <小河岸>售票演唱會「林思杰個人全創作演唱會」
- <原視音雄榜> 歌唱組13強
- 2012 東風電視台美食節目《美味生活+》外景主持人
- 2013 林思杰五四革命音樂會
- 2013 大愛電視台 <樂事美聲錄-烏來深度之旅 （页面存档备份，存于）>主持人
- 2014【尋人啟事】 （页面存档备份，存于）保卜指彈創作專輯 MV男主角
- 2014【萌學園六復活之戰】 （页面存档备份，存于） 主題曲『魔法禁區』作詞/作曲/演唱者林思傑

## 相關報導
- 寒蟬克服萬難終關機 殺青酒劇組同歡

- 「型男」林思上菜　自爆哈桂綸鎂！ （页面存档备份，存于）

- 「創作歌手」林思杰 2013羅東藝穗節開幕演唱獲滿堂采

- 2013冬戀宜蘭溫泉季 （页面存档备份，存于）

## 外部連結
- 林思杰的新浪微博
- BasangYawei林思杰作品集的Facebook專頁
- YouTube上的林思杰〈不想放手〉-電影《志氣》插曲
- YouTube上的電影《志氣》男配角：林思